# Long Distance Voyager
Long Distance Voyager — десятый альбом британской прогрессивной рок-группы Moody Blues, впервые выпущенный в мае 1981 года на лейбле группы Threshold. Это был первый альбом группы с клавишником Патриком Моразом (экс-Refugee и Yes) вместо сооснователя Майка Пиндера, который ушел после Octave в 1978 году.
| Оценки критиков | Оценки критиков                                                          |
| Источник        | Оценка                                                                   |
| --------------- | ------------------------------------------------------------------------ |
| AllMusic        | 4 из 5 звёзд · 4 из 5 звёзд · 4 из 5 звёзд · 4 из 5 звёзд · 4 из 5 звёзд |
| Rolling Stone   | 4 из 5 звёзд · 4 из 5 звёзд · 4 из 5 звёзд · 4 из 5 звёзд · 4 из 5 звёзд |

## Об альбоме
После выпуска в 1981 году Long Distance Voyager стал вторым альбомом Moody Blues, возглавившим американские чарты, а также стал источником синглов, вошедших в двадцатку лучших в США: «Gemini Dream» (№ 12) и «The Voice» (№ 15) в Billboard Hot 100. Третий сингл, «Talking Out of Turn», достиг только 65-го места в Billboard Hot 100, но достиг 27-го места в Канаде.
Помимо синглов, две песни с альбома попали в чарт Billboard Mainstream Rock. «Meanwhile» заняла 11-е место, а «22,000 Days» — 38-е.
Песни на Long Distance Voyager были записаны на собственной студии группы Threshold Studios.
По словам Рэя Томаса, «большинство людей думают, что Long Distance Voyager был назван в честь космических тем, которые доминируют в нашей музыке. Но на самом деле мы просто описывали себя». Джон Лодж заявил, что «альбом Long Distance Voyager о людях. Хотя название очень ориентировано на космос, это не так. Вся идея в том, что мы такие же, какими были сто лет назад, двести лет назад. Он о людях, ситуациях и чувствах».

## Список композиций

#### Сторона А
1. «The Voice» (Джастин Хейворд) — 5:29 (ведущий вокал: Хейворд)
2. «Talking Out of Turn» (Джон Лодж) — 7:18 (ведущий вокал: Лодж)
3. «Gemini Dream» (Хейворд, Лодж) — 4:09 (ведущий вокал: Хейворд, Лодж)
4. «In My World» (Хейворд) — 7:22 (ведущий вокал: Хейворд)

#### Сторона Б
1. «Meanwhile» (Хейворд) — 4:08 (ведущий вокал: Хейворд)
2. «22,000 Days» (Грэм Эдж) — 5:25 (ведущий вокал: Томас, Хейворд, Лодж)
3. «Nervous» (Лодж) — 5:45 (ведущий вокал: Лодж)
4. «Painted Smile» (Рэй Томас) — 3:18 (ведущий вокал: Томас)
5. «Reflective Smile» (Томас) — 0:36
6. «Veteran Cosmic Rocker» (Томас) — 3:18 (ведущий вокал: Томас)

## Участники записи
- Джастин Хейворд — вокал, гитары
- Джон Лодж — вокал, бас-гитара
- Рэй Томас — вокал, флейта, губная гармошка
- Грэм Эдж — ударные, перкуссия
- Патрик Мораз — клавишные